# Кристијан Волф (филозоф)
Кристијан Волф (рођен 24. јануара 1679. у Вроцлаву, некада Шлеска, данас Пољска – умро 9. априла 1754. у Халеу на Залеу) је био немачки филозоф. Волфа се сматра најистакнутијим немачким филозофом између Лајбница и Канта. Његово главно достигнуће је анализа готово сваког научног предмета његовог времена, представљен и разрађен према његовом демонстративно-дедуктивном математичком методу, који је можда врхунац просветитељске рационалности у Немачкој.